# Ryūtarō Hashimoto
Ryutaro Hashimoto (橋本龍太郎 Hashimoto Ryūtarō?  Soja, 29 de julio de 1937 - Tokio, 1 de julio de 2006) fue un político japonés. Ocupó el cargo de primer ministro del 11 de enero de 1996 al 30 de julio de 1998. Perteneció al Partido Liberal Democrático. Lideró una de las principales facciones de su partido desde 1990 hasta que un escándalo lo obligó a dimitir en 2004 para retirarse de la política.

## Inicios en la política
Su padre, Hashimoto Ryogo participó en el gabinete de Nobusuke Kishi. Siguiendo los pasos de su progenitor, Ryutaro se licenció en Ciencias Políticas en la Universidad de Keiō en 1960 y entró en la Cámara de Representantes en 1963.
En los siguientes veinte años fue escalando puestos en el PLD, ocupando diversos cargos en la administración y participando en los gobiernos de Ohira Masayoshi y Nakasone Yasuhiro. En 1989 se convierte en el secretario general de su partido.

## Primer ministro y retirada de la política

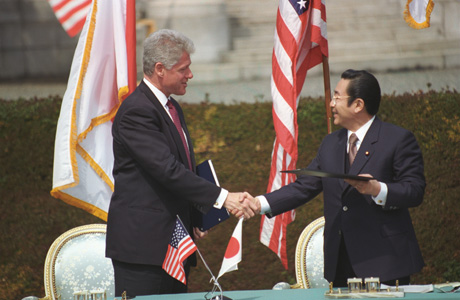
Junto al presidente de Estados Unidos, Bill Clinton, en el palacio Akasaka

Cuando Tomiichi Murayama abandonó el cargo de jefe de gobierno, el PLD decidió que Ryutaro ocupara la vacante, convirtiéndose en el nuevo primer ministro. Su popularidad le permitió superar los efectos en la opinión pública de la crisis económica, disolviendo en 1996 la dieta de Japón y ganando la reelección. Sin embargo, en 1998 su partido perdió la mayoría en la cámara alta, viéndose obligado a dimitir.
Siguió siendo el líder del PLD y en 2001 fue uno de los candidatos, dentro de su propio partido, para suceder al primer ministro Yoshirō Mori, pero perdió las elecciones primarias ante el más popular Koizumi Junichiro. En 2003 su facción política comienza a colapsarse y en 2004 se descubre un escándalo de sobornos. Ryurato decidide dimitir y no volver a presentarse en su distrito electoral. Moriría dos años después.